# Ficimia
Ficimia – rodzaj węży z podrodziny Colubrinae w rodzinie połozowatych (Colubridae).

## Zasięg występowania
Rodzaj obejmuje gatunki występujące w południowych Stanach Zjednoczonych, Meksyku, Hondurasie, Belize i Gwatemali.

## Systematyka

### Etymologia
- Ficimia: etymologia nieznana, J.E. Gray nie wyjaśnił pochodzenia nazwy rodzajowej[2], najwyraźniej bez znaczenia[5].
- Amblymetopon: gr. αμβλυς amblus „tępy, stępiony”, od αμβλυνω amblunō „stępić”[6]; μετωπον metōpon „czoło”, od μετα meta „pomiędzy”; ωψ ōps, ωπος ōpos „oczy”[7]. Gatunek typowy: Amblymetopon variegata Günther, 1858.

### Podział systematyczny
Do rodzaju należą następujące gatunki:
- Ficimia hardyi Mendoza-Quijano & H.M. Smith, 1993
- Ficimia olivacea Gray, 1849
- Ficimia publia Cope, 1866
- Ficimia ramirezi H.M. Smith & Langebartel, 1949
- Ficimia ruspator H.M. Smith & Taylor, 1941
- Ficimia streckeri Taylor, 1941
- Ficimia variegata (Günther, 1858).